# ريتشارد إي. روبنز
ريتشارد إي. روبنز (بالإنجليزية: Richard E. Robbins)‏ هو مخرج أمريكي، ولد في 5 ديسمبر 1969.

## وصلات خارجية
- ريتشارد إي. روبنز على موقع IMDb (الإنجليزية)
- ريتشارد إي. روبنز على موقع قاعدة بيانات الفيلم (الإنجليزية)